# Танагра-медоїд короткодзьоба
Танагра-медоїд короткодзьоба (Cyanerpes nitidus) — вид горобцеподібних птахів родини саякових (Thraupidae). Мешкає в Амазонії і на Гвіанському нагір'ї.

## Опис
Довжина птаха становить 10-11 см, вага 8-10 г. Виду притаманний статевий диморфізм. Самці мають переважно індигово-синє забарвлення, крила і хвіст у них чорні, на обличчі чорна "маска", на горлі і верхній частині грудей чорна пляма. Дзьоб чорний, довжиню 10 мм, дещо вигнутий. Лапи червоні. У самиць верхня частина тіла зелена, горло охристе, гбілуваті, з боків поцятковані зеленуватими смугами, живіт кремовий, нижні покривні пера крил охристо-білі. Боки зеленуваті. Від дзьоба до очей ідуть чорнуваті смуги, під дзьобом короткі сині "вуса". Лапи рожевуваті.

## Поширення і екологія
Короткодзьобі танагри-медоїди мешкають в Колумбії, Еквадорі, Перу, Бразилії, Венесуелі і Гаяні, трапляються на півночі Болівії. Вони живуть в кронах вологих рівнинних тропічних лісів, на висоті до 400 м над рівнем моря, в Перу місцями на висоті до 1000 м над рівнем моря. Живляться плодами, ягодами, комахами і нектаром. Гніздо невелике, чашоподібне. В кладці 2 білих яйця, поцяткованих коричневими плямками.